# Synapto-pHluorin
Synapto-pHluorin ist ein Reporterprotein und ein optischer Indikator für die Freisetzung eines synaptischen Vesikels aus Nervenzellen. In den Neurowissenschaften wird es zur Untersuchung von der Freisetzung von Neurotransmittern, dem Transport mittels Vesikeln und dem Recycling dieser eingesetzt.
Es besteht aus einer pH-empfindlichen Form des GFP und dem Membranprotein Synaptobrevin. Manchmal besteht es anstatt GFP auch aus einer Form des gelb fluoreszierendes Proteins, weil der pKa  höher ist (7,1 anstatt 6,0). Es ist im pH-Bereich, der für die acidische Umgebung in Vesikeln relevant ist am empfindlichsten. Die Farbänderung ist erst mehrere hundert Millisekunden bis mehrere Sekunden nach der Freisetzung des Vesikels zu erkennen.

## Geschichte
Es wurde von Gero Miesenböck im Jahr 1998 entdeckt. Im Jahr 2006 wurde eine verbesserte Version namens sypHy von den Forschern um Björn Granseth entwickelt, die aus einer pH-empfindlichen Form des GFP und Synaptophysin besteht.

## Verwendung
Der pH-Wert innerhalb der Vesikel ist niedrig, weshalb das Synapto-pHluorin noch nicht fluoreszent ist. Sobald die Vesikel freigesetzt werden, gelangt Synapto-pHluorin in den extrazellulären Raum, in dem es aufgrund des höheren pH-Werts fluoreszent wird. Bei der darauf folgenden Endozytose sinkt der pH-Wert in den Vesikeln wieder. Außerdem wurde es eingesetzt um die Freisetzung von Insulin durch die Betazellen im Pankreas zu zeigen.